# Johan Adelswärd (1690–1729)
Johan Adelswärd, tidigare Hultman, född 8 november 1690 i Norrköping, död 26 juli 1729 i Forsmarks församling, var en svensk militär. 

## Biografi
Adelswärd föddes 1690 i Norrköping. Han var son till handlanden Lorentz Hultman och Johanna Bröms. Adelswärd blev 23 oktober 1705 student vid Uppsala universitet och blev 1708 volontär. Han blev 1708 sergeant vid Västgöta femmänningsinfanteriregemente, 1708 förare, 1709 fältväbel och 21 mars 1710 fänrik, med konfirmationsfullmakt 29 april 1710. Deltog som militär vid slaget vid Helsingborg 1710. Adelswärd blev 21 augusti 1711 sekundlöjtnant vid Östgöta kavalleriregemente och 3 mars 1712 ryttmästare vid regementet. Han blev 5 februari 1715 kaptenslöjtnant vid adelsfanan, med konfirmationsfiullmakt 6 april 1717, och 26 juni 1718 ryttmästare vid Östgöta kavalleriregemente. Bevistade 1718 års fälttåg i Norge. Adelswärd adlades jämte sin smärmors syster måg löjtnanten Leonard Kejser 10 december 1719 till Adelswärd och introducerades 1720 i Sveriges Riddarhus som nummer 1707. Adelswärd tog avsked från tjänsten som ryttmästare 19 januari 1721. Han avled 1729 på Forsmarks bruk i Forsmarks socken och hans vapen och gravsten ligger i Forsmarks kyrka.

### Familj
Adelswärd gifte sig 24 juni 1717 med Altéa Silfverström (1700–1765), dotter till kammarrådet Johan Silfverström och Altéa de Besche. De fick tillsammans barnen friherre Johan Adelswärd (1718–1785), Lorentz Adelswärd (född 1719), Ulrika Altea Adelswärd (född 1721) och Altéa Johanna Adelswärd (1723–1775) som var gift med lagmannen Gustaf Spaldencreutz. Efter Adelswärds död gifte Altéa Silfverström om sig med kaptenen Alexander De Geer.